# Nexus S
Il Nexus S è uno smartphone progettato da Google e prodotto da Samsung. È il secondo della serie di smartphone di Google chiamata Nexus ed è il primo smartphone ad utilizzare il sistema operativo Android 2.3 "Gingerbread" ed il primo dispositivo Android a supportare l'NFC sia nell'hardware sia nel software.
Di fatto il marchio Nexus rappresenta i cellulari direttamente curati da Google, senza la personalizzazione OEM di alcun produttore. Questa è la seconda volta che Google collabora per produrre un telefono della gamma Nexus, il primo fu il Nexus One prodotto dalla HTC nel gennaio 2010, seguito nel dicembre 2010 da questo Nexus S, a sua volta seguito, nel dicembre 2011 dal Galaxy Nexus, nel novembre 2012 dal Nexus 4, nel novembre 2013 dal Nexus 5 e nel novembre 2014 dal Nexus 6.
La versione originale del telefono, commercializzata da dicembre 2010 negli Stati Uniti, Australia, Canada e nel Regno Unito è quella con codice GT-I9020, mentre in altri paesi tra i quali l'Italia viene commercializzata la versione GT-I9023 con caratteristiche leggermente differenti, come lo schermo Super Clear LCD anziché Super AMOLED ed uno spessore di poco superiore.
Nel maggio 2011 Sprint ha introdotto una versione CDMA-WiMax del Nexus S negli Stati Uniti.
Nel marzo 2011 Vodafone introdusse una versione bianca del dispositivo nel suo market online inglese, versione poi disponibile in tutti i mercati.
Il telefono soffriva originariamente di un bug critico che ne poteva provocare il riavvio durante una chiamata, il problema è stato risolto con l'aggiornamento ad Android 2.3.3.
Il 17 dicembre 2011 il Nexus S ha ricevuto l'aggiornamento gratuito ad Android 4.0.3 Ice Cream Sandwich. Google ha iniziato la distribuzione dell'ultimo sistema operativo mobile via OTA (over-the-air) per la versione GSM del terminale ma poi l'ha sospesa pochi giorni dopo per colpa di alcuni problemi riscontrati soprattutto nell'eccessivo consumo della batteria.
Il 28 marzo 2012, Google ha distribuito definitivamente la versione Android 4.0.4 (Ice Cream Sandwich) per i telefoni Nexus S GSM.
Nel novembre 2012, lo smartphone è stato aggiornato ufficialmente da Google a Jelly Bean 4.1.2, sistema operativo con il quale termina il supporto ufficiale di Google.

## Caratteristiche tecniche[5]
- Rete HSDPA/HSUPA
- Processore ARM Cortex-A8 "Hummingbird" da 1 GHz
- RAM 512 MB
- GPU PowerVR SGX 540
- Memoria flash iNAND da 16GB non espandibile (1GB per le applicazioni, 13GB per i dati)
- Fotocamera da 5 Megapixel con flash e autofocus
- Schermo "Contour Display" da 4 pollici tattile capacitivo multitocco con vetro curvo
- A-GPS
- Bussola digitale
- Connessione Bluetooth 2.1 + EDR
- Connessione Wi-Fi b/g/n
- Magnetometro
- Accelerometro
- Giroscopio a tre assi
- Sensore di luce ambientale
- Sensore di prossimità

## Varianti
Il Nexus S è disponibile in diverse varianti:
| Codice Modello        | Principali differenze                       | Note                      |
| --------------------- | ------------------------------------------- | ------------------------- |
| GT-I9020 or GT-I9020T | 900 / 1700 / 2100 MHz UMTS, Super AMOLED    |                           |
| GT-I9020A             | 850 / 1900 / 2100 MHz UMTS, Super AMOLED    |                           |
| GT-I9023              | 900 / 1700 / 2100 MHz UMTS, Super Clear LCD | L'unico venduto in Italia |
| SPH-D720              | CDMA2000, 4G WiMAX, Super AMOLED            | Venduto solo in USA       |
| SHW-M200              | 900 / 1700 / 2100 MHz UMTS, Super AMOLED    |                           |

## Confronto con il Samsung Galaxy S

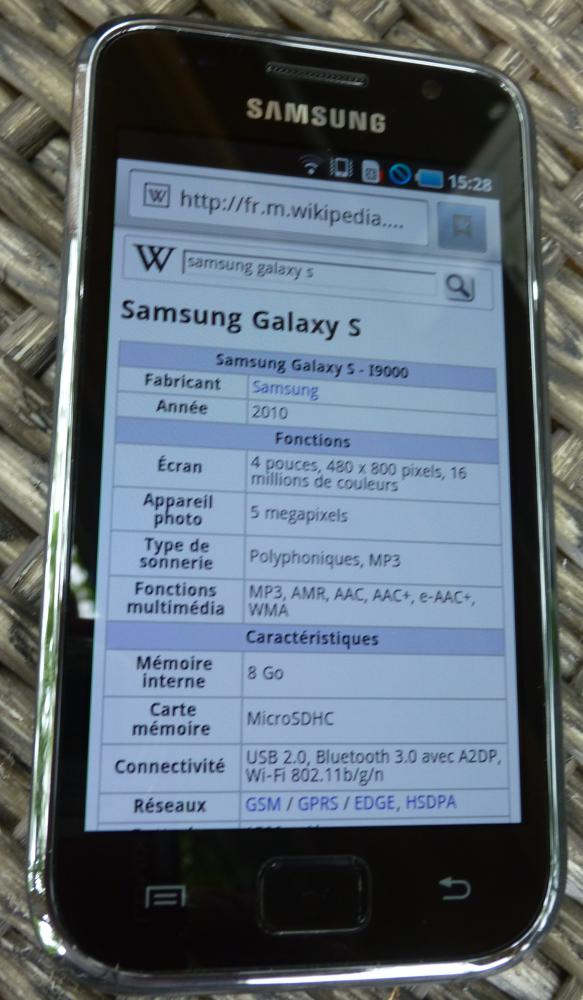
Un Samsung Galaxy S

Nexus S ha un hardware molto simile al Galaxy S, uscito circa 6 mesi prima. Gli elementi condivisi dai dispositivi sono:
- Processore: ARM Cortex
- RAM: 512 MB
- GPU PowerVR SGX 540
- Fotocamera: 5 Mpx
- Display: Super AMOLED, 4 pollici, risoluzione 800x480

Questi elementi in comune hanno permesso a diversi sviluppatori indipendenti di realizzare con facilità sistemi operativi non ufficiali per il Galaxy S, avvalendosi di driver ed altri software facenti parte di Nexus S.
Samsung non ha fornito alcun aggiornamento ufficiale ad Android 4.0 per Galaxy S.
Il Galaxy S, a differenza del Nexus S, ha: 
- Radio FM
- Slot espansione della memoria MicroSD
- Registrazione dei video a 720p invece che a 480p
- Minor massa e minor spessore
- Due tasti a sfioramento e un tasto fisico (nella parte frontale)

Il Galaxy S, rispetto al Nexus S, non ha:
- Flash LED
- Aggiornamenti effettuati direttamente da Google
- NFC
- Giroscopio
- Microfono secondario per l'attenuazione del rumore
- Vetro curvo
- Quattro tasti soft touch (nella parte frontale)